# Eudora (cliente de correo electrónico)
Eudora es un cliente de correo electrónico para Apple Macintosh y Microsoft Windows, así como varias plataformas PDA en las que se incluye Newton y Palm OS. 
Steve Dorner comenzó el desarrollo de Eudora en el año 1988. Qualcomm adquirió Eudora en el año 1991. En el 2006 Qualcomm detuvo el desarrollo de la versión comercial y patrocinó la creación de una versión de código abierto basada en Mozilla Thunderbird cuyo nombre en clave fue Penelope.

## Historia
En un principio Eudora se distribuía de manera gratuita, posteriormente se comercializaron varias versiones: Eudora Light (freeware) y Eudora Pro (comercial). Entre los años 2003 y 2006, la versión Pro completa también estaba disponible de manera gratuita como software adware.
En la versión 6.0.1 se añadió soporte para los filtros bayesianos de filtrado de spam con una característica llamada SpamWatch. Eudora (6.2) añadió utilidades para intentar prevenir el phishing señalando los enlaces sospechosos en los enlaces de los correos electrónicos. En la versión 7.0 se añadió Ultra-Fast Search, que permitía encontrar correos electrónicos usando uno o varios criterios de búsqueda en segundos.
Eudora guarda los correos electrónicos en formato mbox, que usa texto plano, en lugar de una base de datos, como hace Microsoft Outlook. Esto permite al usuario salvaguardar partes de sus correos sin tener que copiar la base de datos completa.
Eudora soporta los protocolos POP3, IMAP y SMTP. También soporta SSL y, en Windows, la autenticación S/MIME, lo que permite a los usuarios firmar o cifrar sus correos electrónicos para mayor seguridad.
Este programa cuenta con un gran número de opciones para adaptar su comportamiento, muchas de las opciones no están disponibles directamente en la interfaz del usuario, pero se puede acceder a elles usando las diferentes URIs "x-eudora-setting".
Durante un tiempo, Eudora también ofreció una versión webmail en eudoramail.com. El servicio se puso a cargo de Lycos como parte de Mailcity, (posteriormente renombrado como Lycos Mail). Desde el 2006 las cuentas de eudoramail redirigen hacia el servicio de Lycos Mail.

## Apertura de Eudora
El 11 de octubre de 2006, Qualcomm anunció que las futuras versiones de Eudora estarían basadas en la tecnología de Mozilla Thunderbird y que sería un cliente de código abierto. El nombre en clave para este proyecto es ‘’Penelope’’. Penelope fue desarrollado por la Mozilla Foundation, y liderado por el equipo de Qualcomm, incluyendo a su desarrollador original Steve Dorner.
Penelope está disponible como una extensión (add-on) para Mozilla Thunderbird, actualmente compatible desde la versión 3.0.4 La versión de pago de Eudora no existe desde el 1 de mayo de 2007. La versión Light sigue disponible para su descarga. 
El 19 de julio de 2007, los desarrolladores anunciaron la primera beta oficial (Eudora 8.0.0b1), y publicaron una lista de progresos. A mediados de 2010 se publicó la última versión beta (Eudora 8.0b9) que cierra el ciclo de numeración clásica de Eudora. En septiembre de 2010 se lanza  la versión final y se decide empezar una nueva numeración desde 1.0 con el nombre Eudora OSE (Open Source Edition) puesto que el programa ya no tiene fines comerciales. Esta versión 1.0 tiene el motor de Thunderbird 3.0.4. Desde entonces no se han vuelto a publicar más versiones (junio de 2016)